# The Berlin File
The Berlin File (Bereullin) è un film del 2013 diretto da Ryoo Seung-wan.
Spy-story sudcoreana ambientata a Berlino che vede coinvolti i servizi speciali della Corea del Nord e della Corea del Sud, la CIA e il Mossad.
In italiano è stato trasmesso su Rai 4 l'8 aprile 2014, e distribuito in DVD e Blu-ray il successivo 3 giugno.

## Trama
L'agente nordcoreano Pyo Jong-seon sta negoziando l'acquisto di armi con un gruppo di terroristi arabi, quando il Mossad israeliano fa irruzione nella sala dell'albergo dove stavano avvenendo le trattative.
Nel frattempo un agente sudcoreano è sulle tracce di Pyo Jong-seong, che oltre a tentare di fuggire alla cattura deve fare i conti con i sospetti che all'interno dell'ambasciata nordcoreana, dove sua moglie lavora come traduttrice, vi sia un doppiogiochista.

## Distribuzione

### Edizione italiana
La direzione del doppiaggio di The Berlin File è stata a cura di Nicola Marcucci, mentre la traduzione dall'inglese e l'adattamento dei dialoghi italiani di Alessandro Budroni e Valeria Vidali; quest'ultima ha svolto anche il ruolo di assistente al doppiaggio e di responsabile dell'edizione italiana. La sonorizzazione è avvenuta a Roma presso C.T.A. - Cine Tele Audio, mentre il missaggio è a cura di Mauro Lopez.

## Riconoscimenti
- 2013 - Baeksang Arts Award
  - Miglior attore a Ha Jung-woo
  - Nomination Miglior regia a Ryoo Seung-wan
- 2013 - Blue Dragon Awards
  - Nomination Miglior regia a Ryoo Seung-wan
- 2013 - Buil Film Awards
  - Miglior regia a Ryoo Seung-wan
  - Miglior colonna sonora a Jo Yeong-wook
- 2013 - Grand Bell Awards
  - Miglior fotografia a Choi Young-hwan
  - Nomination Miglior montaggio a Kim Sang-beom
  - Nomination Miglior direzione artistica a Jeon Su-ah
  - Nomination Miglior costumi a Shin Ji-Young
- 2013 - Korean Association Of Film Critics Awards
  - Film più popolare dell'anno
- 2013 - Bucheon International Fantastic Film Festival
  - Miglior attrice a Jun Ji-hyun
- 2013 - Women In Film Korea Festival
  - Miglior direzione artistica a Jeon Su-ah